# Hans Hubrig
Hans Hubrig (* 15. April 1924 in Celle; † 25. März 1982 in Hannover) war ein deutscher Unternehmer und Politiker (CDU).

## Leben
Nach dem Schulbesuch wurde Hubrig 1942 zur Wehrmacht eingezogen, nahm bis 1945 als Soldat am Zweiten Weltkrieg teil und wurde zuletzt zum Leutnant der Reserve ernannt.
Hubrig nahm 1945 ein Hochschulstudium der Pädagogik, Psychologie und Psychiatrie an der Georg-August-Universität Göttingen auf, das er 1950 mit der Promotion zum Doktor der Philosophie abschloss (mündliche Prüfung 1951). Anschließend war er als wissenschaftlicher Assistent am Pädagogischen Seminar der Göttinger Universität tätig (1950–1954). Er wurde 1954 geschäftsführender Gesellschafter eines Kalksandsteinwerkes in Winsen an der Aller und war seit 1959 Geschäftsführer der Nordhessischen Kalksandsteinwerke. Von 1963 bis 1965 amtierte er als Präsident des Bundesverbandes der Kalksandsteinindustrie.

## Partei
Hubrig war seit 1966 Mitglied der CDU und von 1975 bis 1981 Vorsitzender des CDU-Bezirksverbandes Lüneburg.

## Abgeordneter
Von 1968 bis 1972 war Hubrig Ratsmitglied der Gemeinde Wietze und von 1968 bis 1970 sowie von 1973 bis 1980 Kreistagsmitglied des Kreises Celle. Vom 21. Juni 1974 bis zum 20. Oktober 1976 war er Mitglied des niedersächsischen Landtages. Dem Deutschen Bundestag gehörte er von 1969 bis 1972 sowie von 1976 bis zu seinem Tode an. Im Parlament vertrat er den Wahlkreis Celle.

## Schriften
- Die patriotischen Gesellschaften des 18. Jahrhunderts (Göttingen, Diss. 1951)